# 蒙特斯德奧羅縣

蒙特斯德奧羅縣在蓬塔雷納斯省的位置

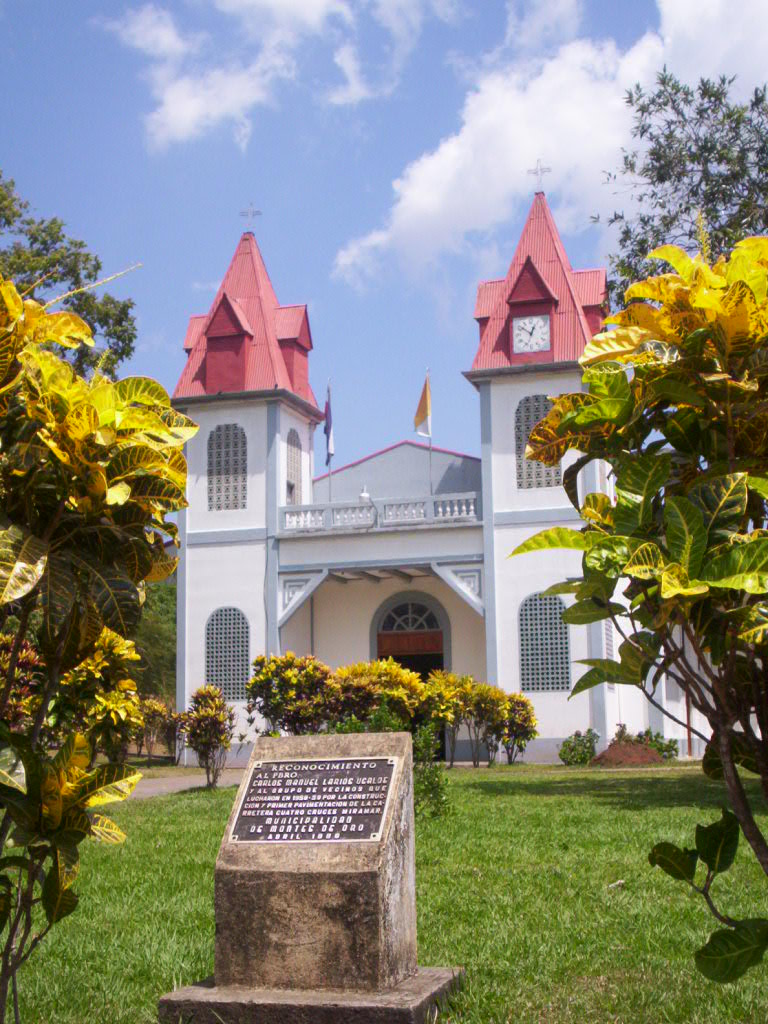

10°8′12″N 84°44′7″W / 10.13667°N 84.73528°W
蒙特斯德奧羅縣（西班牙語：Cantón de Montes de Oro），是哥斯達黎加蓬塔雷納斯省的縣份，位於該國西部，首府設於米拉馬爾，始建於1915年7月17日，面積244.76平方公里，海拔高度340米，2011年人口12,950人，人口密度每平方公里52.91人。